# Francesco Calogero (fisico)
Francesco Calogero (Fiesole, 6 febbraio 1935) è un fisico italiano, attivo nella comunità scientifica che si interessa di disarmo nucleare.

## La vita
Figlio del filosofo Guido Calogero, ancora bambino passò circa un anno (1942) a Scanno, dove il padre era stato confinato dal governo fascista. Qui ebbe l'opportunità di conoscere alcuni importanti intellettuali antifascisti del tempo. Tra questi Gaetano Fichera lo introdusse alle prime idee della matematica, e Carlo Azeglio Ciampi (allievo di Guido Calogero alla Scuola Normale di Pisa). Dopo la seconda guerra mondiale, Calogero si laureò cum laude in Fisica all'Università degli studi di Roma "La Sapienza", nel febbraio del 1958. Divenne docente di Fisica teorica presso la stessa università nel 1976. Ha svolto diversi periodi di ricerca all'estero (Europa, Stati Uniti, India, Russia,  Giappone, Cina, Messico,...).

## La ricerca scientifica
Francesco Calogero ha pubblicato oltre 400 articoli (circa metà con co-autori) su riviste scientifiche internazionali e cinque libri (uno con un co-autore). La sua ricerca riguarda principalmente problemi a molti corpi e sistemi integrabili. Tra i più noti modelli da lui introdotti, va citato il sistema Calogero-Moser. Ha anche formulato la cosiddetta ipotesi di Calogero, secondo cui la meccanica quantistica potrebbe essere generata dalla componente caotica del campo gravitazionale locale dovuta alla componente caotica del moto (classico) di tutte le particelle dell'universo causato dalla loro mutua interazione gravitazionale. Dal 1999 si occupa prevalentemente di sistemi dinamici isocroni, e di problemi matematici connessi (per esempio, proprietà  degli zeri di polinomi).
Nel 2019 gli è stato assegnato, insieme a 2 colleghi, il Premio Dannie Heineman per la fisica matematica e, dalla Accademia Nazionale dei Lincei, il Premio del Presidente della Repubblica 2019.

## L'impegno per il disarmo
Francesco Calogero ha iniziato a interessarsi dei problemi dovuto al rischio delle armi nucleari dopo essersi trovato casualmente a Washington durante il fine settimana cruciale della crisi dei missili sovietici a Cuba (autunno 1962). Oggi è uno dei massimi esperti mondiali sul tema. Immediatamente dopo la caduta dell'Unione Sovietica, ha sostenuto la necessità di acquistare le scorte di uranio arricchito presenti sul territorio russo (al fine di utilizzarle come combustibile per le centrali nucleari americane), onde evitare che gruppi paramilitari potessero appropriarsene. Il problema è diventato di grande attualità dopo gli attentati dell'11 settembre 2001.
Calogero è stato segretario generale delle Pugwash Conferences on Science and World Affairs dal 1989 al 1997, ed è tuttora membro del Pugwash Council. Ha fatto parte del Comitato Direttivo (Board) dello SIPRI dal 1982 al 1992. È stato uno dei fondatori di ISODARCO e dell'USPID.
Ha pubblicato oltre 400 articoli (circa metà in Italiano e metà in Inglese, alcuni con co-autori) e numerosi libri riguardanti i rischi della proliferazione nucleare e le possibili strategie di disarmo. Nel 2001 ha partecipato al Simposio Nobel organizzato a Oslo dalla Fondazione Nobel per celebrare il centenario del Premio Nobel, presentando un contributo sui rischi associati alla possibilità di costruire facilmente ordigni esplosivi nucleari "tipo Hiroshima" ove si disponga di Uranio Altamente Arricchito ("weapon-grade"), in quanto il Pugwash aveva ricevuto il premio Nobel per la pace nel 1995 quando lui stesso ne era Segretario Generale.
Nel 2006 ha ricevuto il Premio Nazionale Nonviolenza.

## Opere

### Pubblicazioni scientifiche: libri
- (EN) Francesco Calogero, Variable phase approach to potential scattering, New York, Academic Press, 1967.

- (EN) Francesco Calogero, Antonio Degasperis, Spectral transform and solitons: tools to solve and investigate nonlinear evolution equations, Amsterdam, North Holland, 1985.

- (EN) Francesco Calogero, Classical Many-Body Problems Amenable to Exact Treatments (Solvable And/or Integrable And/or Linearizable...) in One-, Two- And Three-Dimensional Space. (Lecture Notes in Physics Monograph m66), Berlin, Springer-Verlag, 2001, ISBN 3-540-41764-8.

- F. Calogero, Isochronous systems, 264-page monograph, Oxford University Press, Oxford, 2008.

### Pubblicazioni scientifiche: articoli scelti
- Calogero, F., Solution of the one-dimensional N-body problem with quadratic and/or inversely quadratic pair potentials, in Journal of Mathematical Physics, vol. 12, 1971,  pp. 419-436.

- Calogero F., Marchioro C., Ragnisco O., Exact solution of the classical and quantal one-dimensional many body 43 problems with the two body potential Va(x) = g2 a2 =sinh 2 ax, in Lettere al Nuovo Cimento, vol. 13, 1975,  pp. 383-387.

### Pubblicazioni su disarmo e proliferazione delle armi nucleari: testi scelti
- Francesco Calogero, G.L. Devoto, La proliferazione delle armi nucleari, Bologna, Il Mulino, 1975.
- Francesco Calogero, Armi, strategie e disarmo, Milano, Le Scienze, 1980.
- Francesco Calogero, Che fare oggi? (postfazione), in Naomi Shohno, L'eredità di Hiroshima. Il suo passato, il nostro futuro, presentazione di Francesco Lenci, Assisi, Cittadella editrice, 1988, SBN RAV0088459.
- (EN) Francesco Calogero, Marvin L. Goldberger, Sergei P. Kapitza, Verification: Monitoring Disarmament (Pugwash Monograph), Bologna, Westview Pr, 1991, ISBN 0-8133-0965-4.
- (EN) Calogero, F., Fast-track the uranium deal. (US purchases from Russia), in Bulletin of the Atomic Scientists, v53, n6, novembre 1991,  pp. 20-, B00097QVDO.
- (EN) Marco de Andreis, Francesco Calogero, The Soviet Nuclear Weapon Legacy (SIPRI Research Reports), SIPRI Publication, 1995, ISBN 0-19-829197-3.
- (EN) Calogero, F., Nuclear terrorism, in Bulletin of the Atomic Scientists, vol. 58, n. 3, maggio 2002,  pp. 5-.